# Thalmaierturm
Der sogenannte Thalmaierturm ist ein Teil der mittelalterlichen Stadtbefestigung der Stadt Greding.
Es handelt sich um einen Befestigungsturm, der in der Gripsergasse liegt. Außen hat der dreigeschossige Turm einen Sichtkalkbruchsteinsockel und darüber ist er verputzt. Innen hat er ein Sichtfachwerk und schließt mit einem Spitzhelm ab. Die letzte Renovierung 2015/2016 wurde 2018 mit dem Denkmalpreis des Bezirkes Mittelfranken ausgezeichnet.